# Ian Williamson
Ian Mackenzie Williamson (* 1. Dezember 1958) ist ein ehemaliger englischer Snooker- und English-Billiards-Spieler und heutiger Billardtrainer. Williamson war zwischen 1982 und 1977 Profispieler und erreichte in dieser Zeit das Achtelfinale des Grand Prix und des ersten Events des Jahrgangs 1989 der Turnierserie WPBSA Non-Ranking sowie Rang 47 der Snookerweltrangliste. Als English-Billiards-Spieler gewann er 1988 die UK Championship. Als Sohn von Jim Williamson, Gründer des einflussreichen Northern Snooker Centre in Leeds, hatte Williamson vor seiner Profizeit verschiedene Juniorenturniere gewonnen, aber auch das Finale der Pontins Autumn Open 1981 erreicht. Bereits während seiner aktiven Karriere war Williamson beim Northern Snooker Centre involviert und arbeitet heutzutage dort als Billardtrainer.

## Karriere
Williamson, geboren 1958, ist eines von sieben Kindern von Jim Williamson, der das Northern Snooker Centre in Leeds aufbaute. Ab 1975 nahm Williamson sowohl im English Billiards als auch im Snooker an der U19-Meisterschaft teil. Während er im Snooker 1975 im Achtelfinale und 1978 im Finale verlor, dafür aber 1976 und 1977 das Turnier gewann, verlor er 1975 und 1976 beim English-Billiards-Pendant das Endspiel, sicherte sich aber in den beiden darauffolgenden Jahren den Titel. 1978 erreichte Williamson zudem das Achtelfinale der Pontins Spring Open und das Finale der Qualifikation für die English Amateur Championship, wo er gegen Joe Johnson verlor. Trotz dieser Niederlage durfte Williamson wenige Monate später bei der Amateurweltmeisterschaft antreten, doch er schied bereits in der Gruppenphase aus. 1979 reise Williamson nach Kanada, um an den professionellen Canadian Open teilzunehmen, bei denen Amateure diese Möglichkeit hatten. Auch hier war seine Teilnahme nicht von Erfolg gekrönt; er verlor gegen einen kanadischen Amateur sein Auftaktspiel.
Ein Jahr später unterlag er beim Amateurturnier Pontins Camber Sands Open im Achtelfinale dem Profispieler Doug Mountjoy, bevor er beim Professional Ticket Event, versuchte sich für die Profitour zu qualifizieren, was aber wegen einer Halbfinalniederlage gegen Dave Martin misslang. 1981 versuchte er nochmals bei der English Amateur Championship sein Glück, scheiterte aber im Viertelfinale der Qualifikation an Barry West. Mehr Erfolg hatte er bei den Pontins Autumn Open desselben Jahres, wo er das Finale erreichte, aber gegen Bill Oliver verlor. Wenige Monate später wurde er Profispieler.
In seinen ersten beiden Profijahren konnte Williamson, dessen Spielspiel „methodisch“ war, trotz einer Hauptrundenteilnahme beim Professional Players Tournament 1983 und mehrerer Teilnahmen an finalen Qualifikationsrunden (zum Beispiel bei der Snookerweltmeisterschaft) keine Weltranglistenpunkte sammeln, sodass er zunächst als ungesetzter Spieler auf der Weltrangliste stand. Nachdem er während der Saison 1984/85 das Achtelfinale des Grand Prix erreicht hatte, platzierte sich Williamson auf Rang 47 der Weltrangliste, der besten Platzierung seiner Karriere. In den nächsten Saisons etablierte sich Williamsons Form auf einem gleichbleibenden Niveau – bis Anfang der 1990er-Jahre erreichte er stets pro Saison ein- bis zweimal die Hauptrunde eines Ranglistenturnieres, schied aber stets direkt in der ersten Runde aus. Größere Erfolge gelangen ihm lediglich bei Turnieren ohne Einfluss auf die Weltrangliste, bei der English Professional Championship und vor allem im Rahmen der Turnierserie WPBSA Non-Ranking. Im Januar 1988 gewann er zudem gegen Robby Foldvari die UK Championship im English Billiards. Auf der Weltrangliste rutschte Williamson mit der Zeit sukzessive ab, sodass er im Jahr 1991 nur noch auf Rang 106 geführt wurde.
Danach brach jedoch seine Form ein und Williamson gewann kaum mehr ein Spiel, wodurch der Engländer immer in der Qualifikation ausschied. In der Qualifikation der British Open 1994 stellte er zusammen mit Robby Foldvari einen Rekord für das längste Spiel (ihre Partie dauerte über sieben Stunden) auf, der erst im Rahmen der Australian Goldfields Open 2013 gebrochen wurde. Bis zum Ende der Saison 1993/94 nahm er an fast jedem Turnier teil, dann beschränkte er sich auf nur wenige Turniere. Nach einer Niederlage gegen John Whitty in der dritten von zehn Qualifikationsrunden der Snookerweltmeisterschaft 1996 verzichtete er auf weitere Teilnahmen an Profiturnieren. Abgestürzt auf Platz 456 der Weltrangliste, verlor Williamson fast genau ein Jahr später, Mitte 1997, nach fünfzehn Profisaisons seine Spielberechtigung auf der Profitour und beendete damit schlussendlich seine Profi-Snooker-Karriere. In den Jahren danach spielte Williamson einige Male bei der English-Billiards-Weltmeisterschaft mit, so zum Beispiel im Jahr 2007. Als einer der ersten, die offiziell vom Weltverband anerkannt wurden, begann Williamson zudem eine Karriere als Billardtrainer, primär im Northern Snooker Centre, in dessen Geschäftsführung er involviert ist.

## Erfolge
| Ausgang                                   | Jahr | Turnier                              | Finalgegner    | Ergebnis |
| ----------------------------------------- | ---- | ------------------------------------ | -------------- | -------- |
| Snookerturniere (Amateurebene)            |      |                                      |                |          |
| Sieger                                    | 1976 | Britische U19-Meisterschaft          | Philip Death   | 3:0      |
| Sieger                                    | 1977 | Britische U19-Meisterschaft          | Wayne Jones    | 3:0      |
| Zweiter                                   | 1978 | Britische U19-Meisterschaft          | Tony Meo       | 1:3      |
| Zweiter                                   | 1978 | English Amateur Championship – North | Joe Johnson    | 4:8      |
| Zweiter                                   | 1981 | Pontins Autumn Open                  | Bill Oliver    | 5:7      |
| English-Billiards-Turniere (Amateurebene) |      |                                      |                |          |
| Zweiter                                   | 1975 | Britische U19-Meisterschaft          | Eugene Hughes  | 325:440  |
| Zweiter                                   | 1976 | Britische U19-Meisterschaft          | Steve Davis    | 259:435  |
| Sieger                                    | 1977 | Britische U19-Meisterschaft          | John Barnes    | 289:133  |
| Sieger                                    | 1978 | Britische U19-Meisterschaft          | John Barnes    | 328:105  |
| English-Billiards-Turniere (Profiebene)   |      |                                      |                |          |
| Sieger                                    | 1988 | UK Championship                      | Robby Foldvari | 7:3      |